# Stedelijk Museum, Amsterdam
Stedelijk Museum Amsterdam, Amsterdams stadsmuseum, är ett museum för modern konst och formgivning i Amsterdam i Nederländerna. 
Stedelijk Museum ligger vid Museumplein, granne  med Van Gogh-museet och nära Rijksmuseum. Det ursprungliga stadsmuseet grundades 1874 och utvecklades till museum i nuvarande form sedan kommunen från  1909 började samla samtida konst och att acceptera att ta emot donationer av verk av internationellt renommerade konstnärer. Verk av Georges Braque och Wassily Kandinsky var bland de första verken av utländska konstnärer på museet. Museets samlingar hade i februari 2010 knappt 90 000 objekt, samlade sedan 1874. Museet är vär representerat med konst från De Stijl, Bauhaus, popkonst, Cobra och nyimpressionism. Även den svenska konstnären Anna Bjerger finns representerad. 
Den ursprungliga museibyggnaden i rött tegel, ritad av stadsarkitekten Adriaan Willem Weissman, uppfördes 1895. Museet har varit stängt under ett antal år för renovering och tillbyggnad och återinvigdes i september 2012. Då invigdes också en tillbyggnad, ritad av arkitektfirman Benthem Cronwel i Amsterdam. 
Stedelijk Museum var fram till 2006 ett kommunalt museum, men ägs numera av en fristående stiftelse.

## Museichefer
- Jan Eduard van Someren Brand, 1895–1906
- Cornelis Baard, 1906–1936[4]
- David Cornelis Roëll, 1936–1945
- Willem Sandberg, 1945–1963[4]
- Edy de Wilde, 1963–1985[4]
- Wim Beeren, 1985–1993[4]
- Rudi Fuchs, 1993–2003[4]
- Gijs van Tuyl, 2005–2009[5][6][7]
- Ann Goldstein, 2010–2013[4]
- Beatrix Ruf, 2014–2017
- Rein Wolfs, 2019–[4]

Denna lista hämtas från Wikidata. Informationen kan ändras där.

### Fotnoter
1. ↑  läs online, whichmuseum.nl , läst: 14 maj 2022.[källa från Wikidata]
2. ↑  Organization: history Arkiverad 19 oktober 2012 hämtat från the Wayback Machine., Stedelijk Museum Amsterdam. Läst 20 september 2012.
3. ↑  Visitor Figures 2015, 278, The Art Newspaper, april 2016, läs online.[källa från Wikidata]
4. 1 2 3 4 5 6 7 8  Stedelijk Museum Amsterdam (på nederländska), Hedendaagsesieraden.nl, 8 december 2016, läs online.[källa från Wikidata]
5. ↑  van tuyl new director for stedelijk museum (på engelska), Stedelijk Museum, 31 augusti 2004, läs online.[källa från Wikidata]
6. ↑  Gijs van Tuyl wordt directeur van Stedelijk (på nederländska), Trouw, 1 september 2004, läs online.[källa från Wikidata]
7. ↑  Late lof voor Gijs van Tuyl voor bij afscheid van Stedelijk (på nederländska), Het Parool, 12 december 2009, läs online.[källa från Wikidata]